# Össebosjön
Össebosjön är en sjö i Vimmerby kommun i Småland och ingår i Marströmmens huvudavrinningsområde. Sjön är 4,1 meter djup, har en yta på 0,0771 kvadratkilometer och befinner sig 80,7 meter över havet. Sjön avvattnas av vattendraget Bredshultån.

## Delavrinningsområde
Össebosjön ingår i det delavrinningsområde (638315-152337) som SMHI kallar för Inloppet i Smedstorpasjön. Medelhöjden är 88 meter över havet och ytan är 13,85 kvadratkilometer. Det finns inga avrinningsområden uppströms utan avrinningsområdet är högsta punkten. Bredshultån som avvattnar avrinningsområdet har biflödesordning 2, vilket innebär att vattnet flödar genom totalt 2 vattendrag innan det når havet efter 34 kilometer. Avrinningsområdet består mestadels av skog (79 %). Avrinningsområdet har 1,04 kvadratkilometer vattenytor vilket ger det en sjöprocent på 3,3 %.